# Graciliceratops
Graciliceratops (Graciliceratops mongoliensis) – niewielki dinozaur z grupy ceratopsów (Ceratopsia).
Żył w okresie późnej kredy (ok. 85–71 mln lat temu) na terenach centralnej Azji. Długość ciała ok. 80 cm, wysokość ok. 40 cm, masa ok. 2 kg. Jego szczątki znaleziono w Mongolii. Jego nazwa znaczy drobne rogate oblicze.